# 양덕초등학교 (경남)
양덕초등학교는 대한민국 경상남도 창원시에 있는 공립 초등학교이다.

## 학교 연혁
- 1974년 3월 10일: 개교

## 참고 자료
- 양덕초등학교 - 한국교육학술정보원 학교알리미
- https://www.edufindkorea.com/edu/detail.php?uid=5809&schoolgubun=%EC%B4%88%EB%93%B1%ED%95%99%EA%B5%90